# Cuartel General Jacinto Lara
El Cuartel General Jacinto Lara es un edificio localizado en el casco histórico de la ciudad de Barquisimeto, Venezuela. Su construcción fue diseñada por Roland Coultrox y se realizó entre 1933 y 1934. Antiguamente una dependencia militar, hoy es sede del Decanato de la Facultad de Humanidades y Arte de la Universidad Centroccidental Lisandro Alvarado.

## Historia
La edificación actual se encuentra ubicada en el mismo lugar donde se construyeron la casa del cabildo local y el de la antigua cárcel de Barquisimeto, esta última siendo destruida por el terremoto de 1812. Mucho tiempo después, en aquel punto se proyectó el antiguo Cuartel Guzmán Blanco, el cual se construyó durante la gestión de Jacinto Lara Urrieta como presidente del estado Barquisimeto, entre 1877 y 1880. Al ser terminada, esta estructura recibió cierto rechazo de la ciudadanía local por estar situada justo al lado del Hospital de la Caridad (hoy sede del Museo de Barquisimeto).
En 1930 el entonces presidente del estado Lara, Eustoquio Gómez, ordena la demolición del Cuartel Guzmán Blanco y su sustitución por un edificio más moderno. Para ello se requirieron los servicios del arquitecto francés Roland Coultrox, también diseñador del Parque Ayacucho. Así, se levantó una estructura de concreto armado con paredes de ladrillo, el cual posee además un zaguán, un patio de armas, corredor perimetral, camino de ronda, y un mirador.
Durante los años 1960 fue sede del Batallón Piar del Ejército de Venezuela, así como del Instituto de Previsión Social de la Fuerza Armada (IPSFA).
Muchos años después, el recinto dejó de servir a propósitos militares. Fue remodelado y desde mediados de los años 2000 se le reinauguró para ser sede del Decanato de la Facultad de Humanidades y Arte de la Universidad Centroccidental Lisandro Alvarado. Igualmente, alberga el Instituto Municipal de Cultura y Arte  (IMCA) y el Instituto Municipal de Educación (IME).